# آلن براون (بازیکن کریکت، زاده ۱۹۳۵)
آلن براون (انگلیسی: Alan Brown؛ زادهٔ ۱۷ اکتبر ۱۹۳۵) بازیکن کریکت، و بازیکن فوتبال اهل بریتانیا است.
از باشگاه‌هایی که در آن بازی کرده‌است می‌توان به اشاره کرد.